# توم هيلدا
توم هيلدا (بالنرويجية البوكمول: Tom Hilde)‏ هو متزلج قفز نرويجي، ولد في 22 سبتمبر 1987 في باروم في النرويج.

## وصلات خارجية
- توم هيلدا على موقع الاتحاد الدولي للتزلج (القفز التزلجي) (الإنجليزية)
- توم هيلدا على موقع أوليمبيديا (الإنجليزية)
- توم هيلدا على موقع IMDb (الإنجليزية)